# Бертеловци
Бертеловци су насељено место у општини Јакшић, у западној Славонији, Република Хрватска.

## Историја
До нове територијалне организације налазило се у саставу бивше велике општине Славонска Пожега.

## Становништво
Насеље је према попису становништва из 2011. године имало 151 становника.
| Националност       | 1991.        |
| Хрвати             | 147 (85,96%) |
| Срби               | 13 (7,60%)   |
| Југословени        | 8 (4,67%)    |
| остали и непознато | 3 (1,75%)    |
| Укупно             | 171          |